# トミー・ジョゼフ
トーマス・リチャード・ジョゼフ（Thomas Richard Joseph, 1991年7月16日 - ）は、アメリカ合衆国アリゾナ州フェニックス出身の元プロ野球選手（一塁手）。右投右打。現在は、MLBのボルチモア・オリオールズの打撃コーチ補佐を務める。
愛称はトジョ（ToJo）。

## 経歴

### プロ入りとジャイアンツ傘下時代
2009年のMLBドラフト2巡目（全体55位）でサンフランシスコ・ジャイアンツから指名され、プロ入り。当時のポジションは捕手だった。
2010年、傘下のA級オーガスタ・グリーンジャケッツでプロデビュー。117試合に出場して打率.236、16本塁打、68打点を記録した。
2011年はA+級サンノゼ・ジャイアンツでプレーし、127試合に出場して打率.270、22本塁打、95打点、1盗塁を記録した。
2012年はAA級リッチモンド・フライングスクウォーレルズでプレーし、7月に行われたAA級のオールスターのメンバー（イースタンリーグ）に選出された。

### フィリーズ時代
2012年7月31日にハンター・ペンスとのトレードで、ネイト・シャーホルツ、セス・ロジンと共にフィラデルフィア・フィリーズへ移籍した。移籍後は傘下のAA級レディング・フィリーズへ配属され、移籍前を含めた2チーム合計で108試合に出場して打率.257、11本塁打、48打点を記録した。オフにはアリゾナ・フォールリーグに参加し、ピオリア・ハベリーナズに所属した。
2013年はルーキー級ガルフ・コーストリーグ・フィリーズ、A+級クリアウォーター・スレッシャーズ、AA級レディング・ファイティン・フィルズ、AAA級リーハイバレー・アイアンピッグスでプレーし、4チーム合計で36試合に出場して打率.179、3本塁打、16打点を記録した。オフの11月20日にルール・ファイブ・ドラフトでの流出を防ぐために40人枠入りした。
2014年はルーキー級ガルフ・コーストリーグ・フィリーズとAA級レディングでプレーし、2チーム合計で27試合に出場して打率.276、5本塁打、20打点を記録した。
2015年より一塁手に転向した。この年はルーキー級ガルフ・コーストリーグ・フィリーズとAAA級リーハイバレーでプレーし、2チーム合計で58試合に出場して打率.241、6本塁打、28打点を記録した。
2016年の開幕はAAA級リーハイバレーで迎え、5月13日にメジャー初昇格を果たした。同日のシンシナティ・レッズ戦でメジャーデビューすると、17日のマイアミ・マーリンズ戦ではメジャー初本塁打を放った。以後、一塁手のレギュラー格に定着して107試合に出場すると、打率.257、21本塁打、47打点、1盗塁を記録した。また、Topps ルーキーオールスターチーム（一塁手部門）に選ばれた。
2017年は142試合に出場して打率.240、22本塁打、69打点、1盗塁を記録した。
2018年3月12日にジェイク・アリエータの加入に伴い、DFAとなった。

### レンジャーズ傘下時代
2018年3月19日にウェイバー公示を経てテキサス・レンジャーズへ移籍した。3月29日にDFAとなり、4月2日にマイナー契約となって傘下のAAA級ラウンドロック・エクスプレスへ降格した。

### LG時代
2018年11月28日にKBOのLGツインズと契約した。2019年は開幕から試合に出場して打率.274、9本塁打、36打点を記録した。7月10日にウェイバー公示され、17日に自由契約となった。

### レッドソックス傘下時代
2019年8月5日にボストン・レッドソックスとマイナー契約を結んだ。移籍後は傘下のルーキー級ガルフ・コーストリーグ・レッドソックスとAA級ポートランド・シードッグスでプレーし、2チーム合計で15試合に出場して打率.263、1本塁打、7打点を記録した。
2020年はCOVID-19の影響でマイナーリーグの試合が開催されなかったため、レッドソックス傘下での公式戦の出場は無かった。そのため、この年は独立リーグであるコンステレーション・エナジー・リーグに所属するチーム・テキサスでプレーし、4試合に出場して打率.333、1本塁打、2打点を記録した。オフの11月2日にレッドソックスからFAとなった。

### 引退後
2021年にはニューヨーク・メッツ傘下のA級セントルーシー・メッツの打撃コーチに就任し、1年間務めた。
2022年にはメッツ傘下のAA級ビンガムトン・ランブルポニーズの打撃コーチに就任し、1年間務めた。
2023年にはジャイアンツ傘下のA+級ユージーン・エメラルズの打撃コーチに就任し、1年間務めた。
2024年にはシアトル・マリナーズの打撃コーチ補佐に就任し、1年間務めた。
2025年シーズンからはボルチモア・オリオールズの打撃コーチ補佐を務める。

## プレースタイル
打撃では、マイナーリーグで10代の頃に2年連続16本塁打以上を放った実績がある。左右別では左投手を得意にしており、対右が打率.248、OPS0.774に対し、対左は同.281、0.912である。また、初球に強く打率.359、4本塁打、11打点、OPS1.077という成績を記録している (左右別も、いずれも2016年) 。
守備面では、元々は捕手だったが、ファウルチップによる脳震盪の影響でポジションを変わり、一塁手となった。

## 詳細情報

### 年度別打撃成績
| 年 度    | 球 団    | 試 合 | 打 席 | 打 数 | 得 点 | 安 打 | 二 塁 打 | 三 塁 打 | 本 塁 打 | 塁 打 | 打 点 | 盗 塁 | 盗 塁 死 | 犠 打 | 犠 飛 | 四 球 | 敬 遠 | 死 球 | 三 振 | 併 殺 打 | 打 率 | 出 塁 率 | 長 打 率 | O P S |
| -------- | -------- | ----- | ----- | ----- | ----- | ----- | -------- | -------- | -------- | ----- | ----- | ----- | -------- | ----- | ----- | ----- | ----- | ----- | ----- | -------- | ----- | -------- | -------- | ----- |
| 2016     | PHI      | 107   | 347   | 315   | 47    | 81    | 15       | 0        | 21       | 159   | 47    | 1     | 1        | 0     | 6     | 22    | 0     | 4     | 75    | 11       | .257  | .308     | .505     | .813  |
| 2017     | PHI      | 142   | 533   | 495   | 51    | 119   | 27       | 1        | 22       | 214   | 69    | 1     | 0        | 0     | 3     | 33    | 1     | 2     | 129   | 21       | .240  | .289     | .432     | .721  |
| 2019     | LG       | 55    | 217   | 197   | 17    | 54    | 3        | 0        | 9        | 84    | 36    | 0     | 1        | 0     | 2     | 14    | 0     | 4     | 46    | 3        | .274  | .332     | .426     | .758  |
| MLB：2年 | MLB：2年 | 249   | 880   | 810   | 98    | 200   | 42       | 1        | 43       | 373   | 116   | 2     | 1        | 0     | 9     | 55    | 1     | 6     | 204   | 32       | .247  | .297     | .460     | .757  |
| KBO：1年 | KBO：1年 | 55    | 217   | 197   | 17    | 54    | 3        | 0        | 9        | 84    | 36    | 0     | 1        | 0     | 2     | 14    | 0     | 4     | 46    | 3        | .274  | .332     | .426     | .758  |

### 年度別守備成績
| 年 度 | 球 団 | 一塁（1B） | 一塁（1B） | 一塁（1B） | 一塁（1B） | 一塁（1B） | 一塁（1B） |
| 年 度 | 球 団 | 試 合      | 刺 殺      | 補 殺      | 失 策      | 併 殺      | 守 備 率   |
| ----- | ----- | ---------- | ---------- | ---------- | ---------- | ---------- | ---------- |
| 2016  | PHI   | 97         | 612        | 36         | 7          | 69         | .989       |
| 2017  | PHI   | 130        | 948        | 58         | 8          | 99         | .992       |
| MLB   | MLB   | 227        | 1560       | 94         | 15         | 168        | .991       |

- 2018年度シーズン終了時

### 表彰
MLB
- Topps ルーキーオールスターチーム（英語版） （一塁手部門：2016年）[注 3]

### 記録
MiLB
- オールスター・フューチャーズゲーム選出：1回（2012年）

### 背番号
- 19（2016年 - 2017年）
- 50（2019年）
- 81（2024年）